# Leonardo Romanelli (gastronomo)
Leonardo Romanelli (Firenze, 14 novembre 1963) è un gastronomo, giornalista e sommelier italiano.

## Biografia
La sua prima professione è stata quella di cuoco, poi integrata con quella di docente di scuola alberghiera e insegnante ai corsi di sommellerie e corsi universitari di comunicazione.
Dal 1995 al 2003 ha collaborato con i trimestrali Slow Food e Slowine per Slow Food Editore, oltre a ricoprire il ruolo di fiduciario della condotta fiorentina.
Per dieci anni, dal 1996 al 2006, ha collaborato con la guida Osterie d'Italia. In seguito ha lavorato con L'Espresso alla guida Ristoranti d'Italia e con Gambero Rosso alla guida Vini d'Italia e tutte le altre guide sui ristoranti, pizzerie, pasticcerie, bar.
Nel 2006 partecipa come critico gastronomico, insieme ad Alessandro Borghese e Fiammetta Fadda, alla trasmissione televisiva Chef per un giorno, format TV Magnolia andato in onda fino al 2010, con repliche fino al 2015.
Nel 2009 ha curato Chef Academy, opera che è uscita in supplemento con il quotidiano La Repubblica e il settimanale L'Espresso.
Consulente artistico per le manifestazioni Dolcemente Prato (2007-2009) e per Degustibooks (2007-2012); a partire dal 2008 è direttore artistico della Biennale Enogastronomica di Firenze.
Nel dicembre 2017 viene invitato assieme al maestro pasticcere Iginio Massari presso la sede bresciana dell'Università Cattolica del Sacro Cuore, a tenere una lezione aperta volta ad analizzare il rapporto fra i media e l'enogastronomia.

## Televisione
- La prova del cuoco – Rai 1 (2002-2003)
- Di Vin Parlando – Canale 10 (2004-2008)
- Chef per un giorno – LA7 (2006-2010)
- Cuochi e fiamme – LA7 (2010)
- Geo – Rai 3 (2015-2016)

## I libri
- Il porto, Firenze, Nardini Editore, 1997
- Ricette delle osterie di Firenze e dintorni, Bra, Slow Food, 1997
- Cento tavole di Toscana, Edizioni Aida, 1998
- Cento vignaioli di Toscana, Edizioni Aida, 1998
- Il Prosciutto, Firenze, Nardini Editore, 1999
- Il Barolo, Firenze, Nardini Editore, 1999
- La Barbera, Firenze, Nardini Editore, 2000
- Il Brunello, Firenze, Nardini Editore, 2000
- Il Marsala, Firenze, Nardini Editore, 2001
- Olio di oliva, Mondadori, 2001
- Viaggi in Toscana, Edizioni Aida, 2001
- Le aziende e i vini del Chianti Classico, Geo Mondadori, 2002
- Salumi d’Italia, Firenze, Nardini Editore, 2002
- Cultura e tradizione dell'olivo a San Gimignano, Edizione Aida, 2002
- La via artusiana percorsi e vie della tradizione tra Romagna e Toscana, Edizione Aida, 2005
- Pappa e ciccia. Guida ai ristoranti di Firenze e provincia, Edizione Aida, 2005
- Il Brunello, Firenze, Nardini Editore, 2006
- Ricette della montagna fiorentina, Firenze, Aska Edizioni, 2006
- Le parole del vino. Guida allegra e leggera alla degustazione, in collaborazione con Marco Ghelfi, Edizioni Aida, 2006
- Pappa e ciccia, Edizioni Aida, 2006
- Pappa e ciccia, Edizioni Aida, 2008
- Vino le parole per dirlo, Firenze, Corrado Tedeschi Editore, 2008
- Il libro delle frattaglie, Romano Editore, 2011
- La birra in tavola e in cucina, Mondadori Electa, 2013
- Una ricetta al giorno, Radio Toscana Editore, 2013
- Racconti in nuce. Storie di risvegli e vite quotidiane, Firenze, Mauro Pagliai Editore, 2017
- Trippa & pasta - Le ricette, Seattle, Aerostato, 2020